# Лестонак, Жанна де
Святая Жанна (Иоа́нна) де Лестонак (фр. Jeanne de Lestonnac, 27 декабря 1555, Бордо — 2 февраля 1640, Бордо) — французская монахиня, которая основала конгрегацию «Сёстры общества Богоматери Марии» (лат. Ordo societatis Mariae Dominae Nostrae) в 1607 году. Новый орден, одобренный папой Павлом V вскоре после создания, стал первым монашеским орденом женщин-учительниц, утвержденным Святым Престолом.

## Жизнь
Де Лестонак родилась в 1556 году в Бордо в семье Ришара де Лестонака, члена парламента Бордо, и Жанны Экем, сестры известного философа Мишеля Экема де Монтеня. Росла во время, когда конфликт между протестантскими реформистами и защитниками католической веры был в самом разгаре. Даже в самой семье были разногласия: её мать, ярая кальвинистка, пыталась убедить Жанну обратиться, а её отец и дядя де Монтень придерживались католической веры и поддерживали девушку в желании оставаться католичкой.
В 17-летнем возрасте де Лестонак вышла замуж за Гастона де Монферрана. В семье родились семеро детей, трое из которых умерли в младенчестве. Овдовев после 24 лет брака, де Лестонак вслед за мужем в течение семи месяцев потеряла отца, дядю и старшего сына. Это был очень тяжёлый период в её жизни.
Когда её дети выросли, 46-летняя Жанна де Лестонак поступила в цистерцианский монастырь в Тулузе, приняв имя Жанна Святого Бернарда.  В монашеской жизни она обрала покой, но через полгода сильно заболела и была вынуждена покинуть монастырь. Чтобы поправить здоровье, она переехала в своё поместье, где стала жить в миру, занимаясь благотворительностью: раздавала еду и милостыню, встречалась с молодыми женщинами её социального класса, чтобы вместе помолиться и обсудить религиозные вопросы. В пример католичкам она ставила Схоластику, Клару Ассизскую, Екатерину Сиенскую и Терезу Авильскую.
В 1605 году, когда в Бордо вспыхнула чума, де Лестонак вернулась в свой родной город, чтобы помогать ухаживать за больными в городских трущобах. Её брат, иезуит из колледжа в Бордо, организовал ей встречу с двумя священниками-иезуитами, Жаном де Борде и Франсуа де Раймоном. Иезуиты попросили де Лестонак основать новый орден для образования девочек. Они остановились на закрытой общине по изменённому бенедиктинскому уставу, чтобы позволить сёстрам преподавать. Почти сразу после создания в 1607 году конгрегация получила одобрение папы Павла V.
Орден приобрёл старый монастырь недалеко от замка Тромпет в Бордо, но в сентябре 1610 года обитель переместилась в более крупный старый монастырь на Рю-дю-Ха и открыла первую школу для девочек в Бордо. Элита города хорошо их приняла и поддерживала финансово. Первые пять членов нового ордена приняли монашеские обеты 10 декабря 1610 года. Благодаря личным связям, помощи иезуитов и влиянию среди элиты Бордо, де Лестонак вскоре основала обители ордена в Безье, Перигё и Тулузе. На момент смерти его основательницы в 1640 году, орден «Сёстры общества Богоматери Марии» во Франции насчитывал более 30 обителей.

## Почитание
Беатифицирована в 1900 году папой Львом XIII, канонизирована 15 мая 1949 года папой Пием XII. День памяти — 2 февраля.
По состоянию на 2016 год основанный де Лестонак орден насчитывал более 1450 сестёр в 27 странах Европы, Африки, Северной и Южной Америки.